# ホッパー船
ホッパー船（ホッパーせん、英語：hopper barge）は、艀の一種で通常は自走することができず、岩石・砂・廃棄物などを輸送して海・川・湖などに埋め立てのために流し込むように設計された船である。

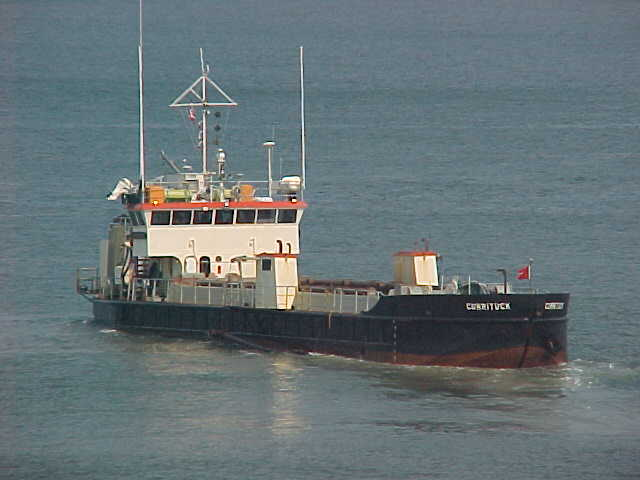
アメリカ合衆国バージニアビーチで浚渫埋立作業のアメリカ陸軍工兵隊スプリットバージ・ホッパー船

ホッパー船には2種類の形があり、傾斜したホッパーを持つものと、箱型のものがある。傾斜したホッパーを持つものは箱型ホッパーのものより高速に移動することができ、埋め立て目的のみならずばら積み貨物の輸送にも用いるように設計されている。
ホッパー船の船首から船尾までの間はいくつかの部分に区切られている。船体の底部には大きなホッパードアがついており、下に開くようになっている。このドアは船が移動している時には、投入する土砂などを運べるように閉じられている。土砂などを投入する場所に着いたらドアが開けられる。
スプリットバージは同じ目的に用いられるが、船底のドアの代わりに船体全体が縦方向に分割される。船は右舷側と左舷側の2つの部分で構成され、双方はほぼ対称な設計になっている。双方は甲板でヒンジ接続され、油圧シリンダーで動作する。船が2つに分割されると、積み荷は急速に投入される。これは、ひっくり返らないようにするために船はとても安定的でなければならないことを意味し、そうでなければ損傷を受けることになる。